# Corythalia luctuosa
Corythalia luctuosa är en spindelart som beskrevs av Lodovico di Caporiacco 1954. Corythalia luctuosa ingår i släktet Corythalia och familjen hoppspindlar. Inga underarter finns listade i Catalogue of Life.